# 三多

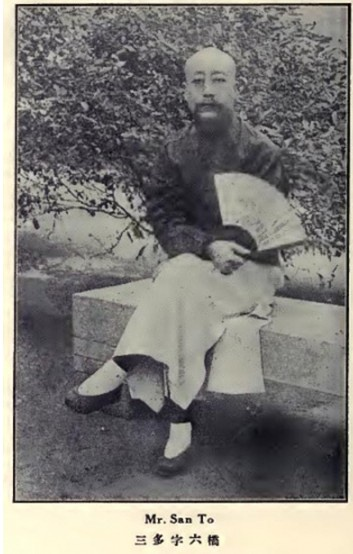

三多（1871年—1941年），钟木依氏，汉姓张，字六桥，蒙古正白旗人，浙江杭州驻防旗人，第62任即最后一任库伦办事大臣。清末民初文人、书画家、政治人物。

## 生平

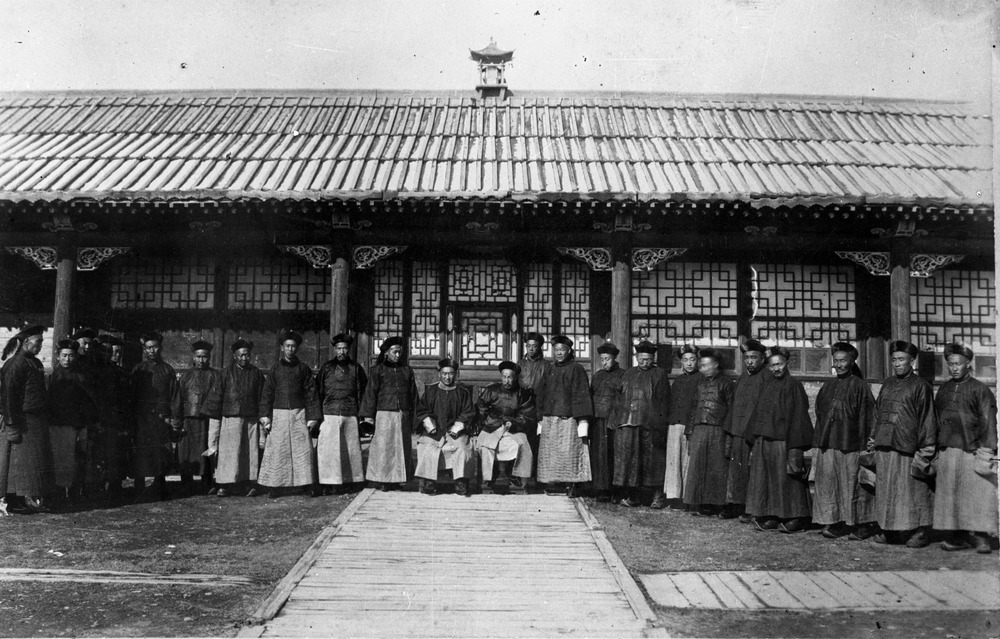
1910年库伦大臣任上主持新政与幕僚合影，中坐者为綳楚克车林和三多

三多于清朝同治十年（1871年）五月廿二日在杭州出生。清朝光绪二十年（1894年）任杭州都护将军，光绪廿八年（1902年）任京师大学堂提调，后又历任浙江武备学堂总办、督练公所洋务局提调、杭州府知府、第一标统兼候补道。光绪卅三年（1907年），三多任民政部参议兼归化城副都统，后任库伦办事大臣、盛京副都统兼守护大臣等职务，获封世袭轻车都尉。在库伦任上与八世哲布尊丹巴因实施新政和宣统二年（1910年）的喇嘛与汉商德义涌的冲突事件产生矛盾，三多要亲自闯入哲布尊丹巴的甘丹寺逮捕人犯，受到众僧的威胁未得如愿。事後哲布尊丹巴虽求情三多从宽处理，但三多仍然奏请清廷革去活佛以下的最高僧官「商卓特巴」和主计官巴德玛多尔济等的职务。活佛方面虽曾派人入京请求三多调职无果，使活佛无法忍受，宣统三年末被驱逐出蒙古。
民国元年（1912年）后，三多到沈阳负责管理沈阳故宫和清朝的关外三陵（清永陵、清福陵、清昭陵），张作霖拨给他管陵的费用。1924年2月9日獲北洋將軍府封“循威将军”。1929年後，任東北邊防軍司令長官公署諮議。满洲国成立后，三多到新京，获得溥仪赐住宅。1933年8月31日他任满洲电信电话株式会社副总裁。
据董毓舒《粉云庵词跋》：“辛巳，先生忽归道山。同人恐先生遗稿湮失，乃将《粉云庵词》付之剞劂”。可知其卒于民国三十年前后，即1941年左右，终年七十岁。

## 著作
- 《全串貫》（存疑）
- 《可園詩鈔》
- 《可園詩鈔外集》
- 《可园文钞》
- 《柳營謡》
- 《粉云盦词》
- 《柳營詩傳》
- 《庫倫奏議》

北京大學教授兒玉達童於1943年述及曾見三多收藏之110回本《石頭記》，稱為「三六橋本」，已佚失。